# Terapia celular

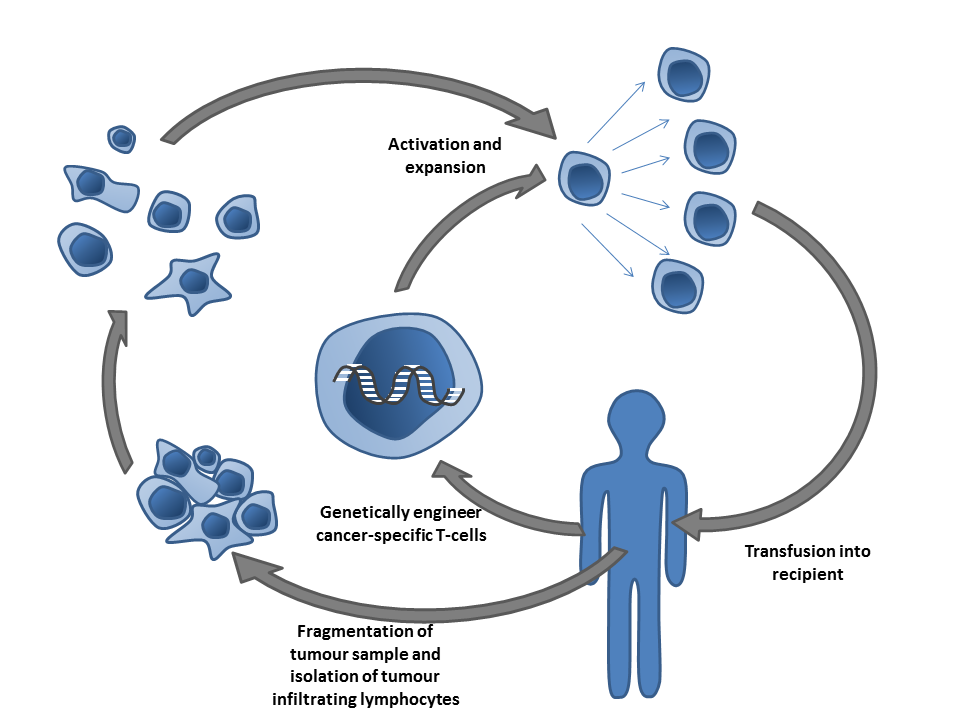
Imagem representativa da terapia celular.

A terapia celular (também chamada  citoterapia)  é uma forma de terapia na qual material celular (geralmente  intacto, isto é, constituído de  células vivas ) é injetado num paciente. Por exemplo, células T,  capazes de combater células cancerosas (através da imunidade celular),  podem ser injetadas no curso da imunoterapia.
A terapia celular tem origem no século XIX, quando  cientistas experimentavam injetar material de origem animal, na tentativa de prevenir o envelhecimento ou tratar doenças.  Embora essas tentativas não tenham produzido nenhum resultado positivo, pesquisas subsequentes, realizadas em meados do século XX, mostraram que as células humanas poderiam ser utilizadas para ajudar a prevenir a rejeição de órgãos humanos  transplantados , levando ao êxito de transplantes de medula óssea. 
Atualmente, duas categorias distintas de terapia celular são reconhecidas. 
A primeira, ligada à medicina mainstream, tem sido objeto de intensa pesquisa sobre seu potencial benefício terapêutico e seu consequente impacto sobre a indústria farmacêutica: espera-se que o mercado de produtos para terapia celular cresça exponencialmente nos próximos anos, gerando negócios da ordem de bilhões de dólares.Há, no entanto, alguns obstáculos - e não somente de ordem técnica - a serem superados: questões de ordem ética têm sido levantadas, sobretudo quando as pesquisas envolvem o uso de  embriões humanos.
A segunda categoria inclui-se na  medicina alternativa  e perpetua a prática de injetar materiais de origem animal, na tentativa de curar doenças. Segundo a American Cancer Society,  a terapia de células frescas não comprovou nenhum benefício e tem causado graves efeitos colaterais (infecções e reações imunológicas à proteína injetada) e pode ser letal.Em 1984, a FDA publicou um alerta de importação pedindo  o   bloqueio da importação de  pós e extratos  de  terapias celulares  para injeções. 